# Villars-sous-Champvent

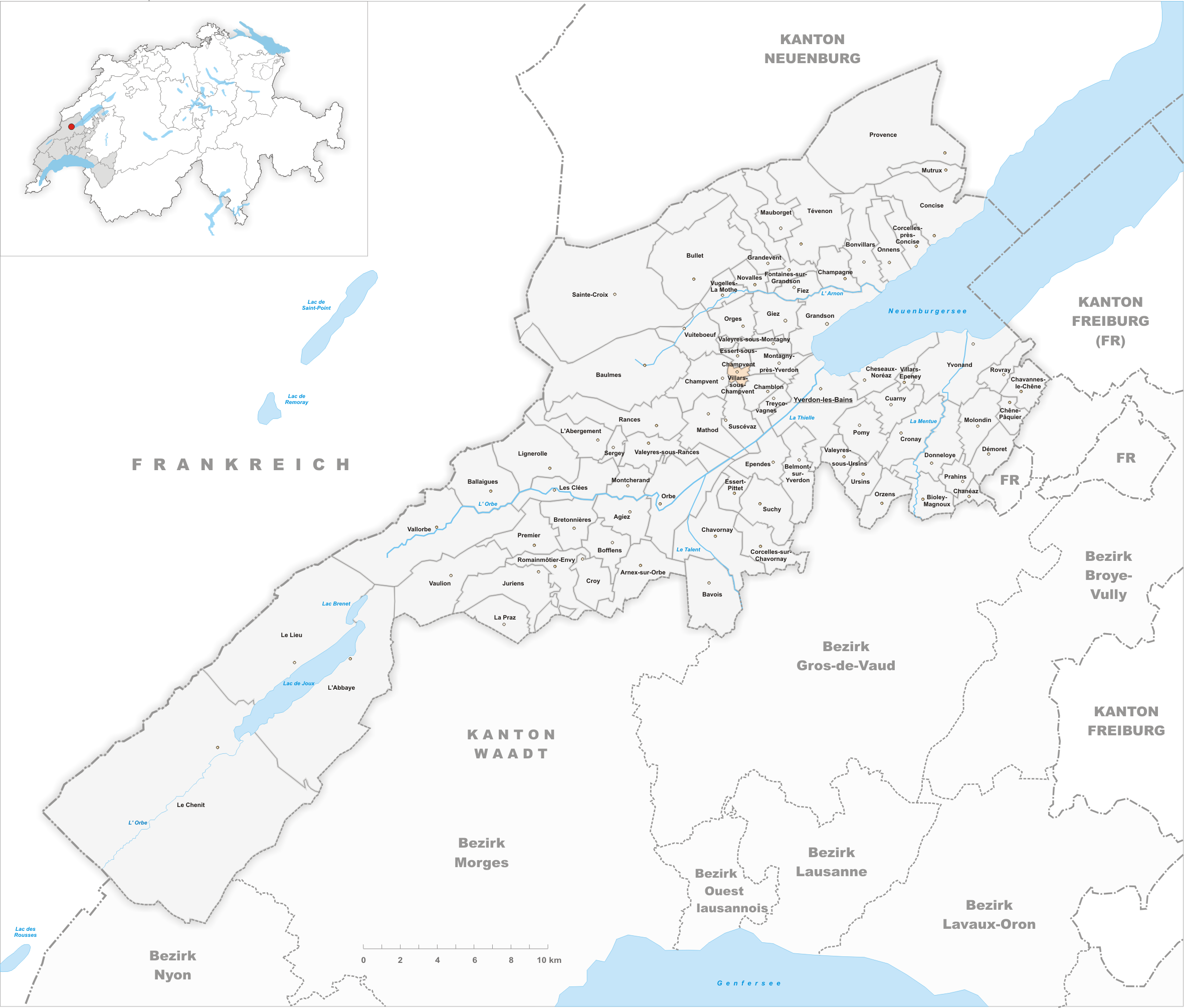
Gemeindestand vor der Fusion am 31. Dezember 2011

Villars-sous-Champvent war bis zum 31. Dezember 2011 eine politische Gemeinde im Distrikt Jura-Nord vaudois des Kantons Waadt in der Schweiz. Am 1. Januar 2012 fusionierte sie mit Champvent.

## Geographie
Villars-sous-Champvent liegt auf 464 m ü. M., viereinhalb Kilometer westlich der Bezirkshauptstadt Yverdon-les-Bains (Luftlinie). Das Bauerndorf erstreckt sich leicht erhöht über dem Tal des Bey, im Waadtländer Mittelland.
Die Fläche des nur gerade 0,9 km² grossen ehemaligen Gemeindegebiets umfasst einen Abschnitt des nördlichen Waadtländer Mittellandes am Jurafuss. Zentraler Teil des Gebietes ist die flache Talniederung des Bey. Nördlich davon befindet sich die Anhöhe von Villars-sous-Champvent, die zu den Plateaus am Jurafuss zählt. Nach Süden erstreckt sich der ehemalige Gemeindeboden bis an den Nordhang des Mont de Chamblon und erreicht dort mit 510 m ü. M. den höchsten Punkt von Villars-sous-Champvent. Von der ehemaligen Gemeindefläche entfielen 1997 4 % auf Siedlungen, 6 % auf Wald und Gehölze und 90 % auf Landwirtschaft.

## Bevölkerung
Mit 58 Einwohnern (Stand: 31. Dezember 2011) gehört Villars-sous-Champvent zu den kleinsten ehemaligen Gemeinden des Kantons Waadt. Von den Bewohnern sind 97,8 % französischsprachig und 2,2 % deutschsprachig (Stand 2000). Die Bevölkerungszahl von Villars-sous-Champvent belief sich 1900 auf 56 Einwohner. Nachdem sich die Bevölkerung bis 1990 auf 37 Personen verringerte, wurde seither wieder eine leichte Bevölkerungszunahme registriert.

## Wirtschaft
Villars-sous-Champvent lebt noch heute hauptsächlich von der Landwirtschaft, insbesondere vom Ackerbau und vom Obstbau. Am Südhang unterhalb des Dorfes befinden sich drei kleine Weinbaugebiete. Ausserhalb des primären Sektors gibt es kaum Arbeitsplätze im Dorf.

## Verkehr
Die ehemalige Gemeinde ist verkehrstechnisch gut erschlossen. Sie liegt wenig oberhalb der Hauptstrasse von Yverdon nach Orbe. Der Autobahnanschluss Yverdon-Ouest an der 1984 eröffneten A5 (Yverdon-Grandson) ist rund 3 km vom Ortskern entfernt. Villars-sous-Champvent wird bei Bedarf durch den Postautokurs bedient, der vom Bahnhof Essert-sous-Champvent (an der Schmalspurbahnlinie von Yverdon nach Sainte-Croix) nach Champvent verkehrt.

## Geschichte
Das Dorf hiess im Mittelalter La Grange-de-Champvent. Villars-sous-Champvent war im Mittelalter Teil der Herrschaft Champvent. Mit der Eroberung der Waadt durch Bern im Jahr 1536 gelangte das Dorf unter die Verwaltung der Vogtei Yverdon. Nach dem Zusammenbruch des Ancien Régime gehörte Villars-sous-Champvent von 1798 bis 1803 während der Helvetik zum Kanton Léman, der anschliessend mit der Inkraftsetzung der Mediationsverfassung im Kanton Waadt aufging. 1798 wurde es dem Bezirk Yverdon zugeteilt. Villars-sous-Champvent besitzt keine eigene Kirche, es gehört zur Pfarrei Champvent.

## Sehenswürdigkeiten

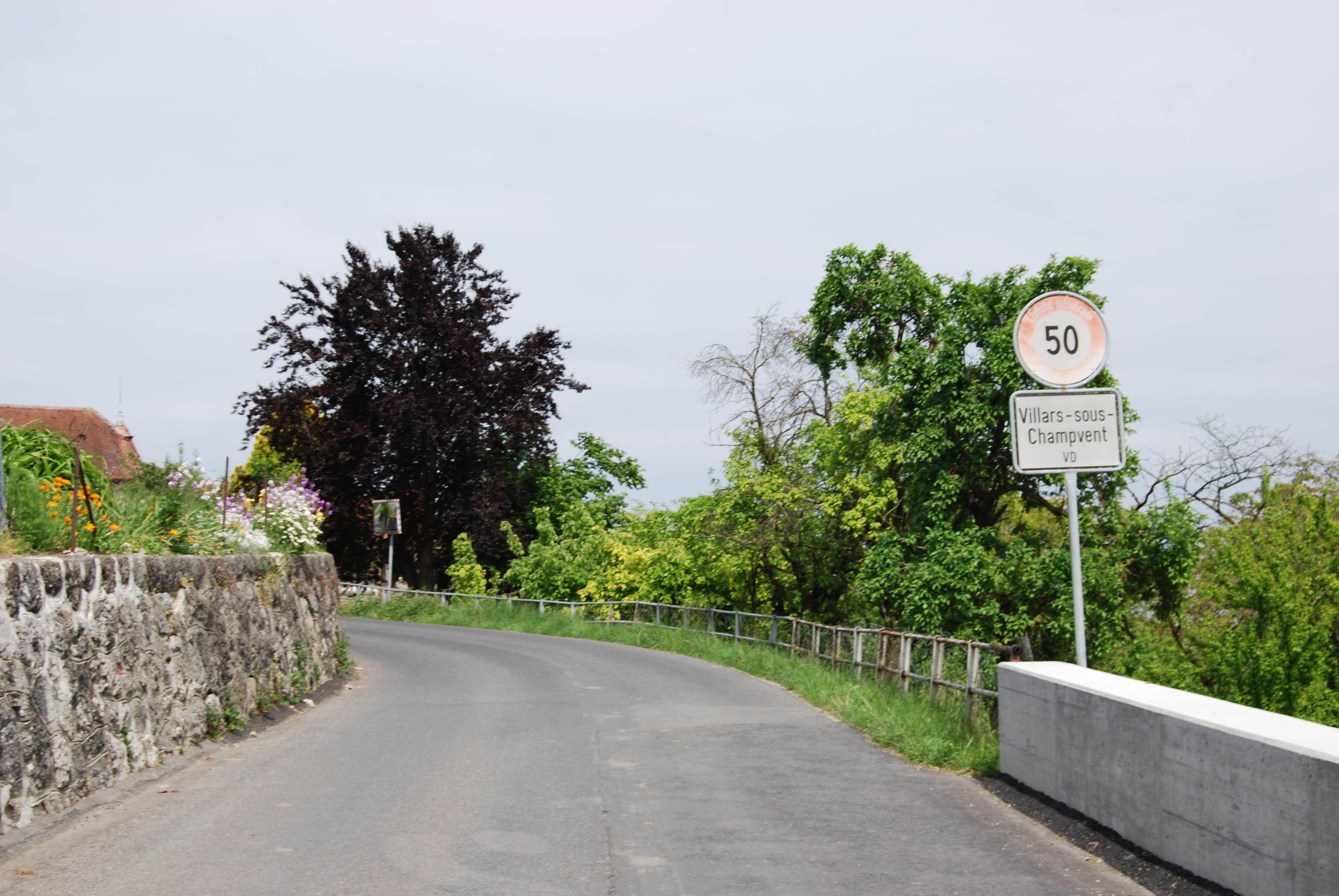
Ortseingang von Villars-sous-Champvent
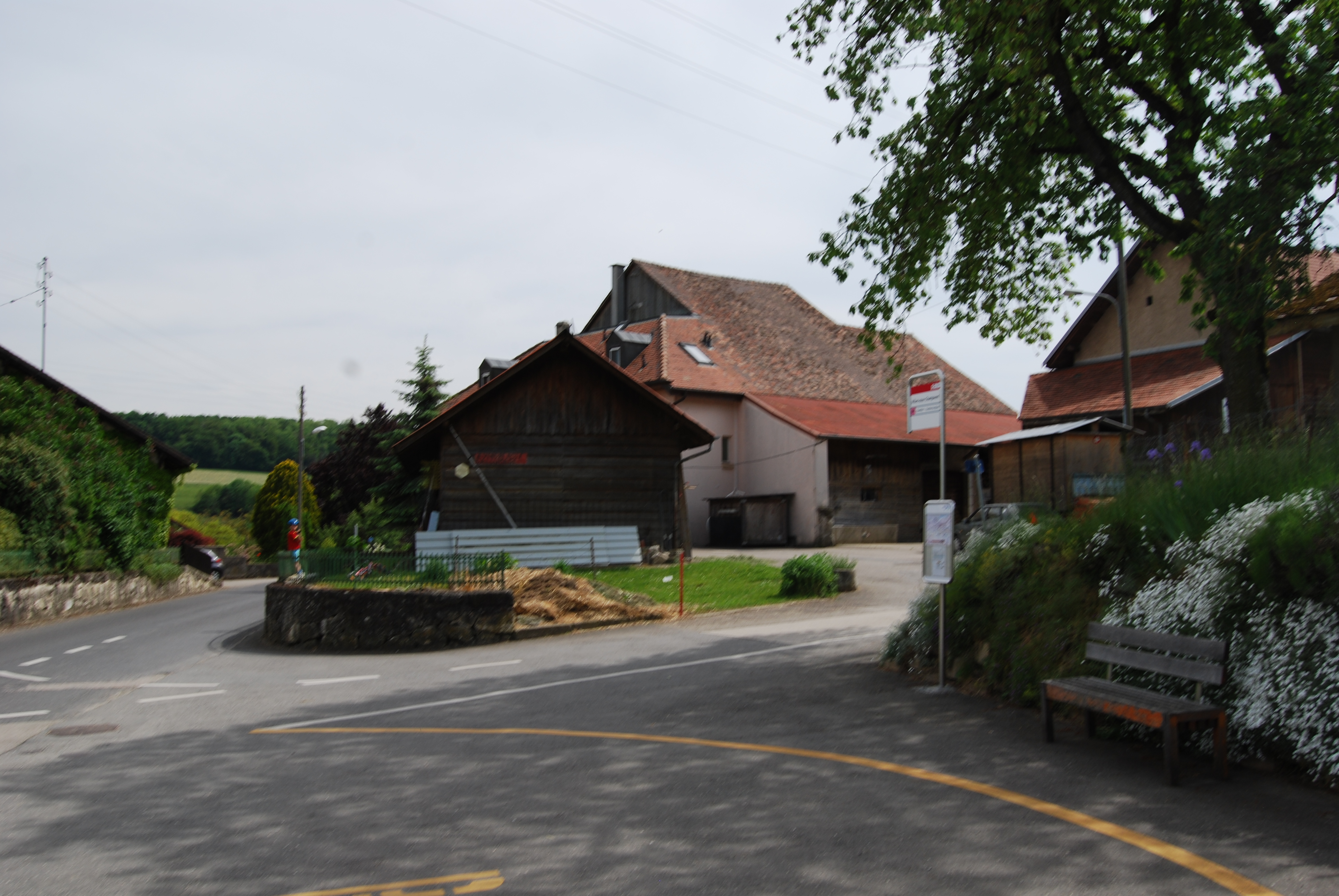
Dorfzentrum mit Bushaltestelle
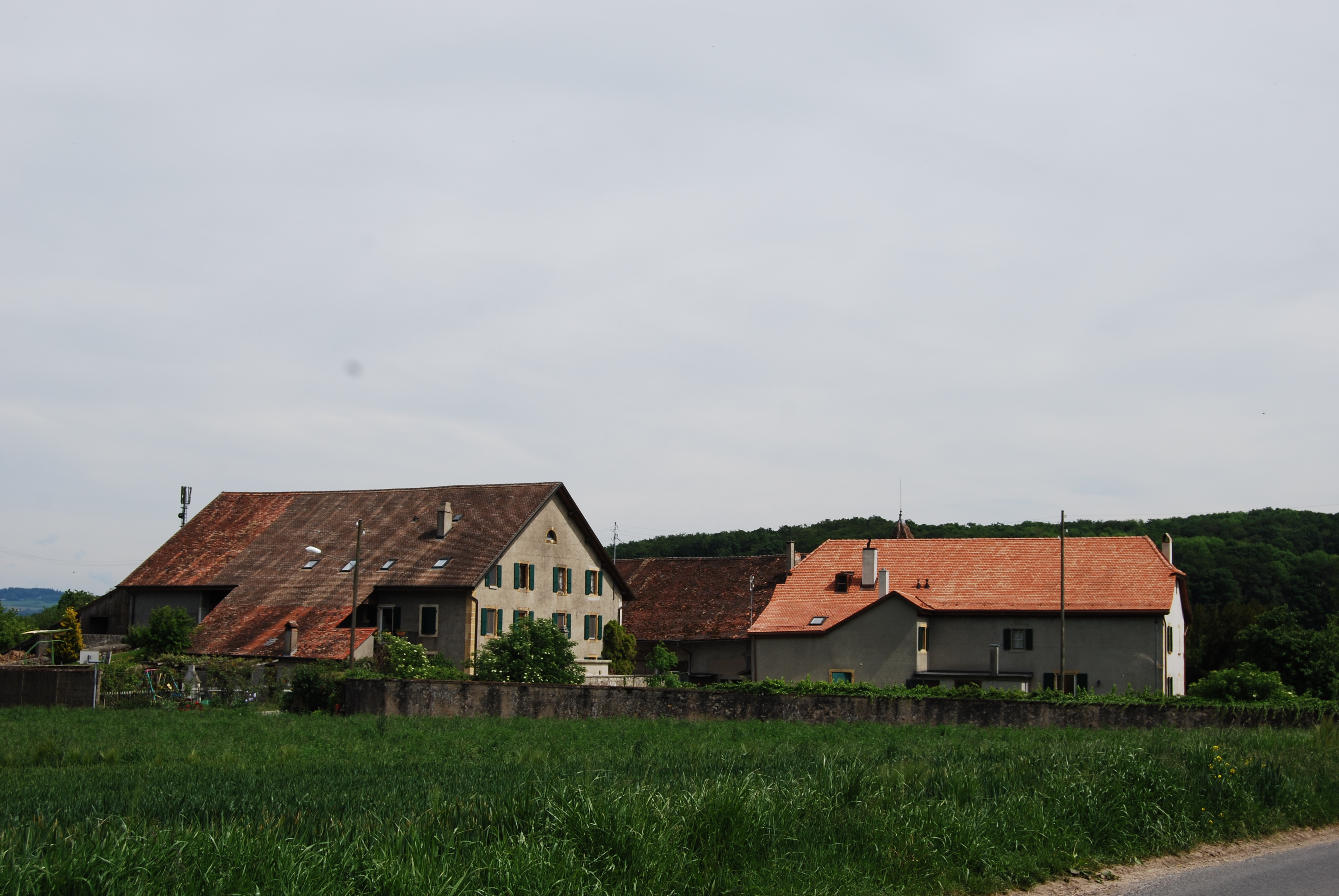
Bauernhäuser in Villars-sous-Champvent